# Bhaṭṭoji Dīkṣita
Bhaṭṭoji Dīkṣita (devanāgarī: भट्टोजि दीक्षित) est un grammairien indien de Vārāṇasī et de langue sanskrite né en 1550 (?) et mort en 1630 (?) qui est l'auteur de la Siddhāntakaumudī.